# Kogie tuponosá
Kogie tuponosá (Kogia breviceps) je ozubený kytovec menších rozměrů, jeden ze dvou druhů rodu kogie, která je zařazena do čeledi kogiovití (Kogiidae).

## Výskyt
Tento druh se vyskytuje až za hranicemi kontinentálního šelfu, hlavně v hlubokých tropických vodách v Tichém, Indickém i Atlantském oceánu; výjimečně bývá v letních měsících zastižen u břehů západní Evropy. Žije jednotlivě, v párech nebo v malých tří až sedmičlenných skupinkách, o jejich sociálních vztazích není téměř nic známo. Tato plachá zvířata plavou obvykle velice klidně a poměrně hluboko ponořená, takže je lze pozorovat jen při ideálním počasí. Zjišťování velikosti populace je problematické, druh ale není považován za ohrožený.

## Popis
Druh kytovce dorůstající délky 2,5 až 3,5 m a hmotnosti 250 až 500 kg. Široká a vpředu tupě zkosená hlava bez zobáku je poměrně velká, zaujímá asi jednu šestinu celkové délky štíhlého těla, její horní čelist mírně přesahuje dolní. Prsní ploutve jsou krátké a široké, malá hřbetní trojúhelníkovitého tvaru vyrůstá asi v polovině délky těla, ocasní ploutev je naopak mohutná s velkým rozpětím. Jediný dýchací otvor je na vrcholku hlavy nad úrovní očí. Hřbetní strana těla a hlava jsou barvy tmavošedé nebo modročerné, břicho, hruď a spodní čelist jsou světlé až bílé. Oči jsou tmavé se světlým olemováním. Na boční straně hlavy, mezi okem a ploutví mají světlou skvrnu tvaru půlměsíce označovanou jako „falešné žábry“.
Spodní čelist obsahuje na každé straně 9 až 16 dlouhých, štíhlých zubů o průměru cca 5 mm které ční nad okrajem čelisti až 15 mm. Horní čelist je na zuby chudší, většinou tam nevyrůstají zuby vůbec nebo jen výjimečně v přední části po každé straně 1 až 2 a jsou menší než ve spodní čelisti.
Hlavní potravou jsou hlavonožci, hlubinné ryby a korýši, za kterými se hluboko potápějí. Nejdelší zjištěná doba ponoru byla 18 minut.

## Rozmnožování
Březost samice kogie tuponosé po letním páření trvá 270 až 280 dnů. Mládě bývá velké 80 až 110 cm a váží průměrně 80 kg, zůstává s matkou a bývá kojeno asi 1 rok. Pohlavně dospívají ve 4 až 5 létech. Odhaduje se průměrná délka života 17 až 23 roků.

## Taxonomie
Teprve v roce 1966 byl z druhu kogie tuponosá odlišen druh kogie Owenova, tehdy byl morfologický důkaz podpořen genetickou analýzou. Jejich spolehlivé rozlišení na vodní hladině je možné jen odborníky.

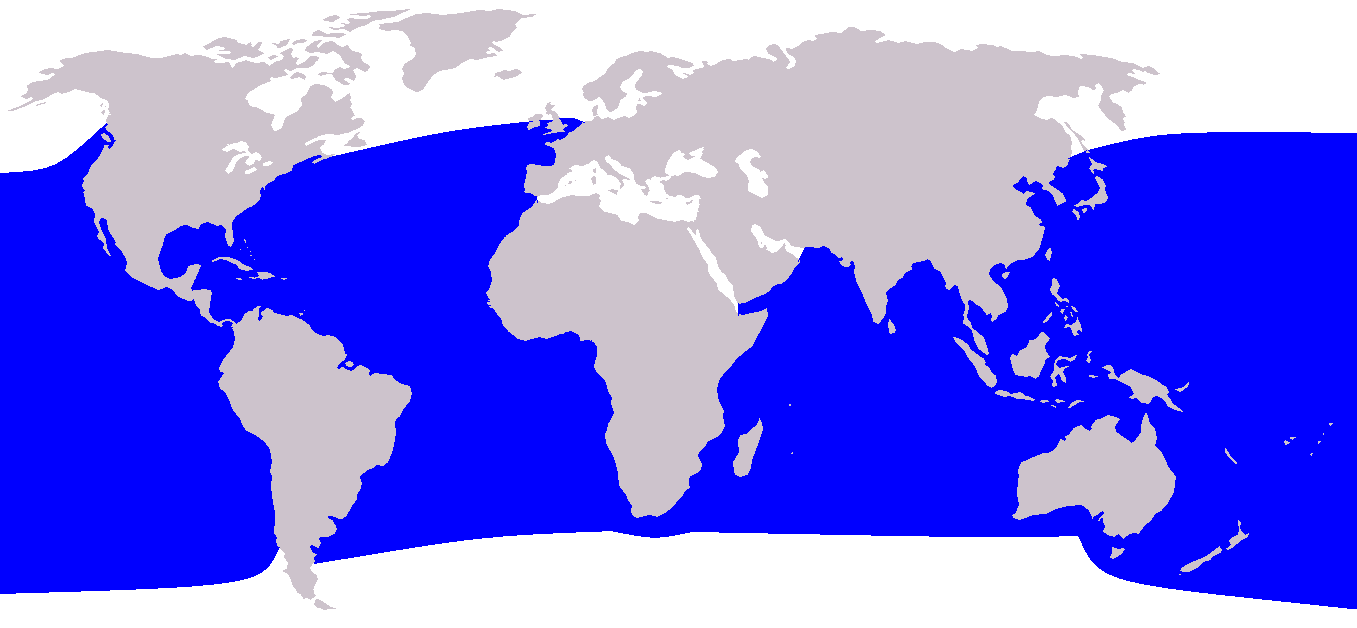
Výskyt kogie tuponosé
Porovnání velikosti s člověkem